# MOLAP
Multidimensional On Line Analytical Processing - MOLAP deriva-se de OLAP, são ferramentas que disparam suas requisições diretamente ao servidor de Banco de Dados multidimensional. Após o envio da requisição o usuário continua manipulando os dados diretamente no servidor, tendo um ganho no desempenho.